# Aiko
Альона Ширманова-Костебелова (чеськ. Alena Shirmanova-Kostebelova, рос. Алёна Ширманова-Костебелова нар. 26 грудня 1999, Москва, Росія), також відома під псевдонімом Aiko — чеська співачка та авторка пісень, яка наразі проживає в місті Брайтон, Англія, Велика Британія. Представниця Чехії на Пісенному конкурсі Євробачення 2024 з піснею «Pedestal».

## Біографія
Альона Ширманова-Костебелова народилася в місті Москва, Росія. Незабаром після цього вона та її родина переїхали до Карлових Вар, Чехія, де співачка й виросла.
У 2015 році брала участь у 4 сезоні талант-шоу Česko Slovenská SuperStar. Пізніше вона переїхала до Великої Британії — спочатку до Лондону, а потім до Брайтону, щоб продовжити музичну кар'єру. Під сценічним псевдонімом Aiko вона випустила свій дебютний однойменний альбом у 2018 році, а потім другий альбом Expiration Date у 2020 році, коли також був випушений перший сингл «Hunt».

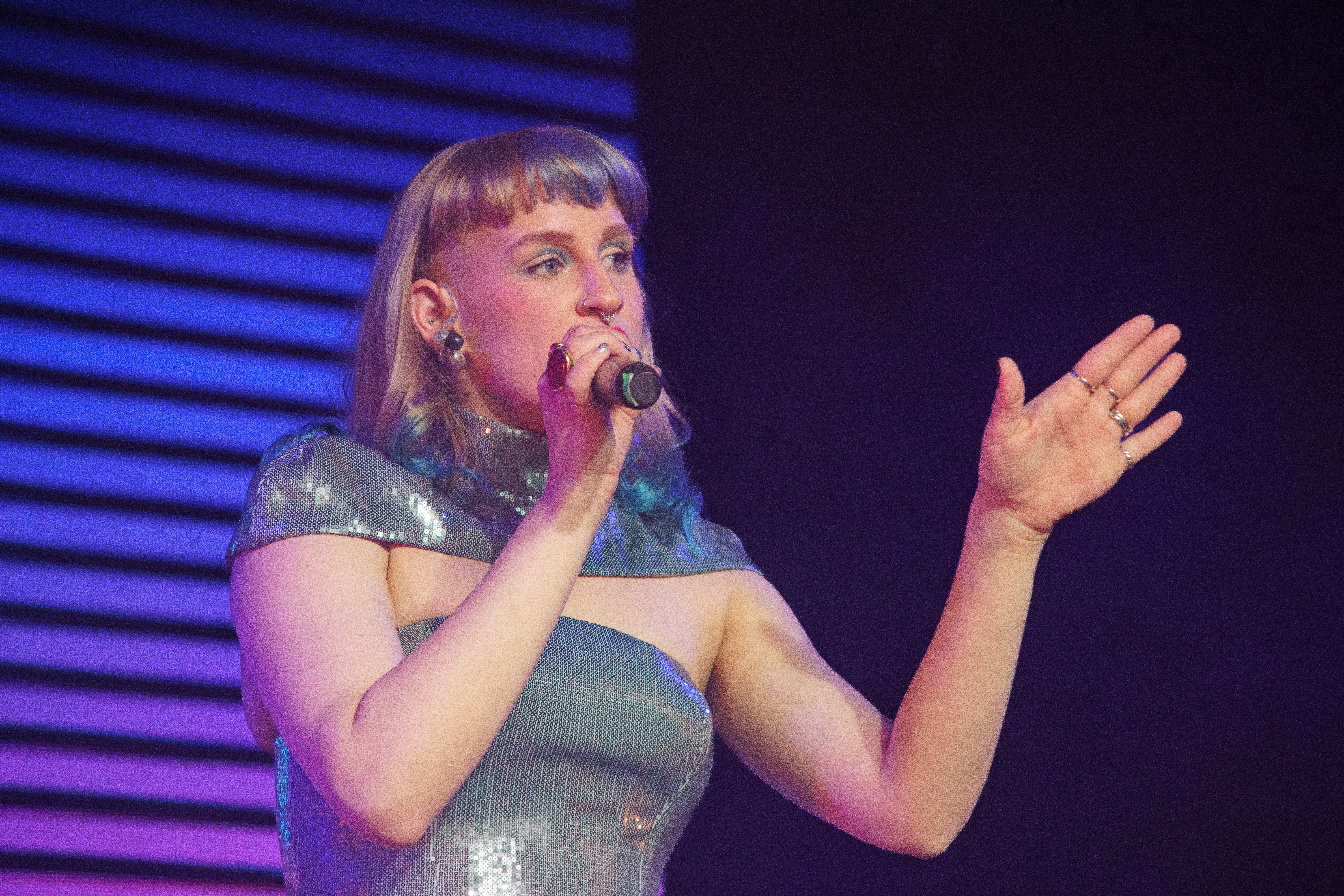
Співачка на Eurovision Pre-Party 2024 Madrid

Альона стала першою чеською артисткою, яка з'явилася на екранах Таймс-Сквер, і першою чеською жінкою, яка взяла участь у кампанії Spotify Equal. Aiko виступала на фестивалях Rock for People, ESNS, Metronome Prague, The Great Escape, Grape, Nouvelle Prague, Sziget і Waves Vienna, а також брала участь у турах таких виконавців, як Еліс Мертон, Black Honey, Лорен Рут Вард і Таміно як додаткова артистка. Деякі з її пісень увійшли до телешоу «Teen Mom» і «Love Island».
13 жовтня 2023 року співачка випустила свій третій альбом Fortune's Child. 28 листопада 2023 року було оголошено, що Альона стала однією з учасників чеського національного відбору на Пісенний конкурс Євробачення 2024 (ESCZ 2024) з піснею «Pedestal». 13 грудня стало відомо, що вона виграла відбір та представлятиме Чехію на конкурсі.

## Особисте життя
Aiko є бісексуальною та перебуває у стосунках з дівчиною.

## Дискографія

### Альбоми
| Назва           | Деталі                                                                 |
| --------------- | ---------------------------------------------------------------------- |
| Aiko            | - Вийшов: 25 серпня 2018 - Формат: Онлайн, прослуховування в інтернеті |
| Expiration Date | - Вийшов: 17 липня 2020 - Формат: Онлайн, прослуховування в інтернеті  |
| Fortune's Child | - Вийшов: 13 жовтня 2023 - Формат: Онлайн, прослуховування в інтернеті |

### Сингли
| Назва                        | Рік  | Альбом                |
| ---------------------------- | ---- | --------------------- |
| «Hunt»                       | 2020 | Expiration Date       |
| «Power»                      | 2021 | Fortune's Child       |
| «Daughter of the Sun»        | 2021 | Fortune's Child       |
| «Gemini»                     | 2021 | Fortune's Child       |
| «Alter Ego»                  | 2022 | Не входить до альбому |
| «I Want to Be Perfect»       | 2022 | Не входить до альбому |
| «Restless» (Разом з Boy Jr.) | 2022 | Fortune's Child       |
| «Instincts»                  | 2023 | Не входить до альбому |
| «Lucky Streak»               | 2023 | Fortune's Child       |
| «Pedestal»                   | 2023 | Fortune's Child       |

### Як запрошений артист
| Назва                                     | Рік  | Альбом                |
| ----------------------------------------- | ---- | --------------------- |
| «Why Don't You» (Іво Благунек feat. Aiko) | 2023 | Не входить до альбому |